# تلی مدل
تَـلی مِـدِل (انگلیسی: Tallie Medel؛ زادهٔ ۱۰ مهٔ ۱۹۸۶) بازیگر اهل ایالات متحده آمریکا است.
از فیلم‌ها یا برنامه‌های تلویزیونی که وی در آن نقش داشته‌است، می‌توان به همه‌چیز همه‌جا به یکباره اشاره کرد.